# Rise of the Planet of the Apes
Rise of the Planet of the Apes is een Amerikaanse sciencefictionfilm uit 2011, geregisseerd door Rupert Wyatt. De hoofdrollen worden vertolkt door James Franco, Freida Pinto, John Lithgow en Andy Serkis. De première was op 5 augustus 2011.
De film is losjes gebaseerd op het boek De Apenplaneet, en dient als reboot van de eveneens op dit boek gebaseerde filmreeks uit de jaren 70. Het verhaal is in grote lijnen gelijk aan dat van de vierde film uit de originele reeks; Conquest of the Planet of the Apes (1972).

## Verhaal
Will Rodman, een wetenschapper aan het GEN-SYS in San Francisco, probeert een geneesmiddel te vinden tegen de ziekte van Alzheimer. Hij doet dit met behulp van een genetisch gemodificeerd retrovirus, dat hij uittest op chimpansees. Het virus heeft echter een onverwachte bijwerking; het verhoogt de intelligentie (o.a. getest met de Torens van Hanoi) van de chimpansees tot menselijk niveau. Een van de chimpansees, een vrouwtje dat net een jong heeft gekregen, slaagt erin uit te breken en richt een chaos aan in het lab. Ze wordt uiteindelijk doodgeschoten. Wills baas, Steven Jacobs, geeft hierop Robert Franklin het bevel alle chimpansees in het lab te laten afmaken. Franklin kan dit echter niet over zijn hart verkrijgen en geeft de pasgeboren chimpansee aan Will. Zijn vader Charles noemt hem Caesar.
Acht jaren verstrijken, waarin Caesar zijn moeders intelligentie blijkt te hebben geërfd. Hij leert razendsnel. Tijdens deze acht jaar test Will zijn eerste versie van het geneesmiddel uit op zijn vader, Charles. Deze lijkt aanvankelijk te genezen van Alzheimer, maar na vijf jaar verliest het geneesmiddel zijn uitwerking. Het immuunsysteem maakt het kapot. Wanneer Charles door terugkerende Alzheimer in de auto van een buurman stapt en daarmee een auto-ongeluk veroorzaakt en ruzie krijgt met de buurman, komt Caesar hem te hulp. Na dit incident wordt Caesar gevangen en ondergebracht in een primatenopvangcentrum in San Bruno, gerund door John Landon. Landons zoon werkt hier ook als bewaker. Hij behandelt de apen uitermate wreed. Dit leidt tot een omkering in Caesar's denken over mensen, die hem evenals alle andere apen als wilde dieren zien en behandelen.
Caesar kan ontsnappen en bevrijdt een gorilla genaamd Buck. Samen helpen ze de andere apen ontsnappen. Ondertussen werkt Will aan een sterkere vorm van het retrovirus. Hij test het op een chimpansee genaamd Koba, die nog slimmer wordt dan de eerdere chimpansees. Bovendien blijkt het nieuwe virus geen geneesmiddel te zijn tegen Alzheimer, maar juist fataal te zijn voor mensen. Caesar weet Wills huis te bereiken en steelt het virus om zijn mede-apen slimmer te maken. De apen ontsnappen allemaal uit het lab en bevrijden eveneens de apen in de dierentuin van San Francisco. Vervolgens beginnen ze aan een gewelddadige opmars richting de Golden Gate Bridge. Jacobs probeert vanuit een helikopter de apen neer te schieten, maar Buck schakelt de helikopter uit. De apen bereiken het Muir Woods National Monument-bos. Will komt ook naar het bos en wordt aangevallen door Koba, maar Caesar redt hem. Caesar blijkt bovendien inmiddels te hebben leren praten, daar vertelt hij Will dat dit bos nu zijn thuis is.
Op het laatst laten ze zien dat het tweede virus, waardoor een van de wetenschappers al gestorven is, besmettelijk is. De buurman van Will, een piloot, is er ook mee besmet. Hierdoor wordt het dodelijke virus de hele wereld rond gebracht.

## Rolverdeling
- James Franco - Will Rodman[7]
- Freida Pinto - Caroline Aranha
- Andy Serkis - Caesar
- Brian Cox - John Landon
- Tom Felton - Dodge Landon
- David Oyelowo - Steven Jacobs
- Tyler Labine - Robert Franklin
- David Hewlett - Hunsiker
- Jamie Harris - Rodney

## Achtergrond

### Productie
In een interview in 2009 vergeleek regisseur Rupert Wyatt de film met Batman Begins; een onderdeel van de Planet of the Apes-mythologie, maar geen voortzetting van de vorige films. Noot: er wordt op een gegeven ogenblik wel een verwijzing gemaakt naar de eerdere "remake" uit 2001, door sporadisch te vermelden dat er de ruimteshuttle Oberon vermist is.
James Franco werd gekozen voor de hoofdrol nadat Tobey Maguire en Jeff Goldblum de rol afwezen. Freida Pinto en John Lithgow voegden zich op 22 juni 2010 bij de acteurs. Op 12 juli 2010 werden de onderhandelingen met Brian Cox afgerond. David Hewlett maakte bekend dat hij via twitter zich aan had gemeld voor een rol in de film.
De opnames begonnen in juli 2010 in Vancouver. Verder werd er gefilmd op locatie in San Francisco, Californië, en rond Oahu, Hawaï.
Anders dan de voorgaande Planet of the Apes-films worden de apen in deze film niet gespeeld door acteurs in kostuums, maar door middel van motion capture en computeranimatie.
De muziek van de film is gecomponeerd door Patrick Doyle.

### Uitgave en ontvangst
Rise of the Planet of the Apes ging in de Verenigde Staten in 3648 bioscopen in première. De eerste dag bracht de film daar 19.534.699 dollar op, het eerste weekend 54.806.191.
Rise of the Planet of the Apes werd met goede kritieken ontvangen door critici. Op Rotten Tomatoes gaf 82% van de critici de film een goede beoordeling. Een andere filmcriticus, Metacritic, geeft de film een 6,9 gebaseerd op 36 recensies.